# Борислав Иванов (карате)
 Тази статия е за състезателя по карате.  За други хора с това име вижте Борислав Иванов (пояснение).  
Борислав Пенчов Иванов е български състезател по олимпийско карате и треньор по карате.

## Биография
Борислав Иванов е роден на 18 януари 1977 г. в град Кюстендил. Той започва да тренира карате, когато е само на четиринадесет години в Карате Клуб „Пауталия“ – Кюстендил. През 1992 г. той участва на първото си състезание и печели първо място на републиканското първенство на България. През 1999 г. Иванов се дипломира от Национална спортна академия със специалност треньор по карате.

## Кариера
Иванов е най-успешният български състезател по Олимпийско карате. През кариерата си той печели четири бронзови медала от Европейски първенства при мъжете и един бронзов медал от Световно първенство при младежите. Заедно с Евгени Щерев са единствените българи със спечелени медали при мъжете. Последното състезание в кариерата му е Световното първенство за мъже 2016 в Линц, Австрия.
Борислав е треньор и селекционер на националния отбор на България в периода 2000 – 2008 г. Също така, той е основател на Карате Клуб „Дарис“ – Кюстендил/София, където е действащ председател и треньор.

## Постижения
- 3 място – Световно първенство – младежи – кумите-60 кг в София, България – 1999 г.
- 3 място – Европейско първенство – мъже – кумите-60 кг в Халкида, Гърция – 1999 г.
- 3 място – Европейско първенство – мъже – кумите-60 кг в Талин, Естония – 2002 г.
- 3 място – Европейско първенство – мъже – кумите-60 кг в Москва, Русия – 2004 г.
- 3 място – Европейско първенство – мъже – кумите-65 кг в Братислава, Словакия – 2007 г.
- 8 пъти Балкански шампион
- Многократен шампион на България